# Satz von Helly

Helly's theorem für den Euklidischen 2-Dimensionalen Raum: Schneiden sich alle Tripel einer Menge von Flächen, so ist auch der Schnitt aller Flächen der Menge nicht leer.

Der Satz von Helly ist ein mathematischer Satz, welcher auf den österreichischen Mathematiker Eduard Helly zurückgeht. Der Satz wird dem Gebiet der Konvexgeometrie zugerechnet. Hier steht er in engem Zusammenhang mit einer Reihe anderer klassischer Theoreme. Seine Wirkung reicht auch in andere Gebiete der Mathematik wie etwa in die  Diskrete Mathematik, wo er zum Ausgangspunkt für die Untersuchung von Mengensystemen mit der sogenannten Helly-Eigenschaft wurde.

## Formulierung des Satzes
Der Satz von Helly lässt sich wie folgt formulieren:
Gegeben seien eine natürliche Zahl {\displaystyle n} und ein Mengensystem {\displaystyle {\mathcal {A}}} von konvexen Teilmengen eines {\displaystyle n}-dimensionalen normierten Vektorraums {\displaystyle {\mathcal {L}}}  über {\displaystyle {\mathbb {R} }} und dabei gelte  {\displaystyle |{\mathcal {A}}|\geq n+1} . In dem gesamten Mengensystem {\displaystyle {\mathcal {A}}} seien nur endlich viele Teilmengen vorhanden oder  aber jede dieser Teilmengen sei kompakt in {\displaystyle {\mathcal {L}}} .
Dann gilt:
Notwendig und hinreichend dafür, dass die in {\displaystyle {\mathcal {A}}}   vorkommenden Teilmengen einen Punkt gemeinsam haben, ist die Bedingung, dass je {\displaystyle (n+1)} dieser Teilmengen einen Punkt gemeinsam haben.
Anders ausgedrückt: Hinsichtlich der Schnittmengen gilt   {\displaystyle \bigcap {\mathcal {A}}\not =\emptyset } genau dann, wenn {\displaystyle A_{0}\cap A_{1}\cap \ldots \cap A_{n}\not =\emptyset } für alle {\displaystyle A_{0},A_{1},\,\ldots ,A_{n}\in {\mathcal {A}}}.
In anderer Formulierung lässt sich der Satz von Helly auch so ausdrücken:
Unter den oben angegebenen Voraussetzungen ist dann und nur dann die Schnittmenge   {\displaystyle \bigcap {\mathcal {A}}=\emptyset }   , wenn schon für ein einziges endliches   {\displaystyle {\mathcal {B}}\subseteq {\mathcal {A}}} mit    {\displaystyle |{\mathcal {B}}|\leq n+1}   die Schnittmenge   {\displaystyle \bigcap {\mathcal {B}}=\emptyset }   ist.
Die oben genannten allgemeinen Voraussetzungen lassen sich sogar noch abschwächen, und zwar dahingehend, dass für den unendlichen Fall nur gefordert wird:
Jede dieser Teilmengen sei abgeschlossen in {\displaystyle {\mathcal {L}}} und zumindest eine dieser Teilmengen sei kompakt. 

## Historisches, Beweise, verwandte Ergebnisse
Den ersten Beweis des Satzes von Helly lieferte der österreichische Mathematiker Johann Radon in 1921. Er benutzte dazu ein Resultat, das heute als Satz von Radon bekannt ist. Eduard Helly hatte allerdings den Satz schon spätestens im Jahre 1913 gefunden und Johann Radon bewies den Satz erst, nachdem Eduard Helly ihn darauf hingewiesen hatte. Eduard Helly selbst veröffentlichte in der Folge dann zwei eigene Arbeiten, welche einen anderen Zugang zu diesem Thema geben. Von anderen Autoren wurden noch weitere Beweise gefunden. Der Satz von Helly ist auch ein wichtiges Hilfsmittel beim Beweis anderer klassischer Theoreme der Konvexgeometrie, wie etwa beim Satz von Krasnoselskii oder beim Satz von Jung.

## Abgrenzung
Es gibt in der Analysis einen weiteren Satz von Helly, welcher auch als Auswahlsatz von Helly bekannt ist bzw. in der englischsprachigen Literatur als  Helly's selection theorem. Dieser behandelt Konvergenz von Funktionenfolgen.

### Originalarbeiten
- Eduard Helly: Über Mengen konvexer Körper mit gemeinschaftlichen Punkten. In: Jahrb. Deut. Math. Verein. Band 32, 1923, S. 175–176.

- Eduard Helly: Über Systeme von abgeschlossenen Mengen mit gemeinschaftlichen Punkten. In: Monatsh. Math. Band 37, 1930, S. 281–302.

- Johann Radon: Mengen konvexer Körper, die einen gemeinsamen Punkt enthalten. In: Math. Ann. Band 83, 1921, S. 113–115.

### Monographien
- Tommy Bonnesen, Werner Fenchel: Theorie der konvexen Körper. Berichtigter Reprint. Springer-Verlag, Berlin u. a. 1974, ISBN 3-540-06234-3.

- Arne Brøndsted: An introduction to convex polytopes. Springer-Verlag, New York u. a. 1983, ISBN 0-387-90722-X.

- W. A. Coppel: Foundations of Convex Geometry. Cambridge University Press, Cambridge 1998, ISBN 0-521-63970-0.
- Peter M. Gruber: Convex and Discrete Geometrie. Springer-Verlag, Berlin u. a. 2007, ISBN 978-3-540-71132-2.

- Isaak M. Jaglom und W. G. Boltjanskij: Konvexe Figuren. Deutscher Verlag der Wissenschaften, Berlin 1956.

- Victor L. Klee (Hrsg.): Convexity. Proceedings of the Seventh Symposium in Pure Mathematics of the American Mathematical Society, held at the University of Washington, Seattle, Washington, June 13 - 15, 1961. American Mathematical Society, Providence, RI 1963.

- Steven R. Lay: Convex sets and their applications. John Wiley & Sons, New York u. a. 1982, ISBN 0-471-09584-2.

- Kurt Leichtweiß: Konvexe Mengen. Springer-Verlag, Berlin u. a. 1980, ISBN 3-540-09071-1.

- Jürg T. Marti: Konvexe Analysis. Birkhäuser, Basel u. a. 1977, ISBN 3-7643-0839-7.

- Frederick A. Valentine: Konvexe Mengen (= BI-Hochschultaschenbücher. Band 402/402a). Bibliographisches Institut, Mannheim 1968.